# Présidents du Præsidium du Soviet suprême de la république socialiste fédérative soviétique de Russie
Le président du Præsidium du Soviet suprême de la république socialiste fédérative soviétique de Russie était, d'un point de vue constitutionnel, le chef de l'État de la RSFS de Russie entre 1938 et 1989. La RSFS de Russie jouissait d'une autonomie limitée par rapport à l'Union soviétique.
- Alexeï Badeïev (1938-1944)
- Nikolaï Chvernik (1944-1946)
- Ivan Vlassov (1946-1950)
- Mikhaïl Tarassov (1950-1959)
- Nikolaï Ignatov (1959)
- Nikolaï Organov (1959-1962)
- Nikolaï Ignatov (1962-1966)
- Mikhaïl Yasnov (1966-1985)
- Vladimir Pavlovich Orlov (1985-1988)
- Vitali Vorotnikov (1988-1990), président du Soviet suprême à partir du 27 octobre 1989.
- Boris Eltsine (1990-1991), puis président de la fédération de Russie dès le 10 juillet 1991.

Après la dissolution de l'Union soviétique en 1991, le poste a été remplacé par un président élu de la Russie. 
Par ailleurs, du 27 octobre 1989 au 4 octobre 1993, la fonction de président du Præsidium du Soviet suprême est occupée par le président du Soviet suprême qui vient d'être créé en remplacement du poste de président du Præsidium du Soviet suprême.